# Orion Peak
Orion Peak är en bergstopp i Kanada.   Den ligger i provinsen British Columbia, i den centrala delen av landet, 3 800 km väster om huvudstaden Ottawa. Toppen på Orion Peak är 2 235 meter över havet, eller 519 meter över den omgivande terrängen. Bredden vid basen är 2,5 km. Orion Peak ingår i Hazelton Mountains.
Terrängen runt Orion Peak är bergig åt sydost, men åt nordväst är den kuperad. Trakten runt Orion Peak är nära nog obefolkad, med mindre än två invånare per kvadratkilometer..
Trakten runt Orion Peak är permanent täckt av is och snö.